# Unione Sportiva Salernitana 1919

A Unione Sportiva Salernitana 1919, conhecida apenas como Salernitana, é um clube de futebol Itáliano da cidade de Salerno, fundado em 2011, com o nome de Salerno Calcio. É uma espécie de Clube Fênix da Salernitana de 1919 (daí seu nome), da Salernitana de 1927 e da Unione Sportiva Salernitana (2005). A Salernitana foi fundada após a falência do clube homônimo de 2005, que por sua vez foi fundado após a falência da Salernitana de 1927. O clube disputará a Série C na temporada 2025/26 após um rebaixamento nos playoffs para a equipe da Sampdoria.